# Gođevići
Gođevići (cyr. Гођевићи) – wieś w Bośni i Hercegowinie, w Republice Serbskiej, w gminie Srebrenica. W 2013 roku liczyła 13 mieszkańców.